# Susanna Kallur
Susanna Elisabeth »Sanna« Kallur, švedska atletinja, * 28. maj 1981, Huntington, New York, ZDA.
Nastopila je na poletnih olimpijskih igrah v letih 2004, 2008 in 2016, v letih 2004 in 2008 se je uvrstila v polfinale teka na 100 m z ovirami. Na svetovnih dvoranskih prvenstvih je osvojila bronasto medaljo v teku na 60 m z ovirami leta 2006, na evropskih prvenstvih naslov prvakinje v teku na 100 m z ovirami leta 2006, na evropskih dvoranskih prvenstvih pa zaporedna naslova prvakinje v teku na 60 m z ovirami v letih 2005 in 2007.